# Квотермасс і колодязь (фільм)
«Квотермасс і колодязь» (англ. Quatermass and the Pit), «П'ять мільйонів років до Землі» (англ. Five Million Years to Earth) в американському прокаті — кінофільм режисера Роя Ворда Бейкера, що вийшов на екрани в 1967 році. Фільм заснований на однойменному телесеріалі, показаному на каналі BBC Television в кінці 1958 — на початку 1959 року. Стрічка є третім повнометражним фільмом про пригоди професора Квотермасса і входить у серію класичних фільмів жахів, знятих британською студією Hammer.

## Сюжет
Під час будівельних робіт в лондонському метро робітники виявляють кілька скелетів первісних людей. Палеонтолог доктор Роні оцінює їх вік приблизно в 5 млн років, що робить знахідку цінним джерелом інформації з еволюції людини. Однак при подальших розкопках виявляється великий металічний предмет. Прибулі сапери припускають, що це вціліла нацистська бомба чи ракета. Сапери вирішують запросити для опізнання професора Квотермасса і його учених з Ракетної групи. Але керувати ним ставлять самовпевненого полковника Бріна, з яким професор не ладнає.
Від поліцейського дослідники довідуються, що навколишні будинки були покинуті, оскільки щось викликало тривогу в жителів. Там чули дивні звуки і бачили привидів, а на стінах видно сліди кігтів. Квотермасс здогадується, що це пов'язано зі знахідкою. Роні демонструє пристрій для зчитування думок, що має допомогти зрозуміти як мислили первісні люди. Його асистентка Барбара Джадд показує Квотермассу вирізки з газет про бачених над розкопками привидів. Але той не звертає уваги, вважаючи це дурницями. Тим часом робітники розкопують явно штучний об'єкт довгастої форми. Всередині професор знаходить окультний символ і запечатану камеру. Раптом один з саперів бачить примару, надиво схожу на привидів, згаданих у газетах. Сапери свердлять об'єкт, але марно. Професор розуміє, що впродовж віків загадкові події відбувалися в околицях під дією вібрацій на поверхні. Несподівано запечатана камера відкривається, всередині виявляються стільники з трупами істот, схожих на комах. Проаналізувавши до яких умов пристосовані ці істоти, Квотермасс робить висновок — це марсіани.
Відкриття швидко стає сенсацією. Квотермасс припускає, що комахи врятувалися з вимираючого Марса і вивели з земних приматів людей для її колонізації. Міністр стурбований ажіотажем і Брін пропонує реалістичніше пояснення — знахідка є містифікацією німців, покликаною залякати англійців. Несподівано навколо корабля марсіан починають літати предмети і зникати електрика. Працівник, нажаханий цим, розказує, що бачив видіння сотень комах і наче сам був одним з них. Квотермасс вважає, що це образи, закладені марсіанами в усіх людей і випробовує пристрій Роні на собі й Барбарі біля корабля. Роні отримує зображення спустошливої війни на Марсі, яке показує скликаній комісії. Воно демонструє ритуальні вбивства, покликані зменшити населення Марса. Міністр дослухається до аргументів Бріна та допускає до корабля пресу, запевняючи громадськість, що це німецька ракета.
На презентації корабель витягує енергію з навколишніх пристроїв, що спричиняє паніку. Брін гине, а Квотермасс відчуває як у ньому прокидаються думки марсіан. Він пробує вбити Роні, бо він «інший», але той отямлює професора. Вплив корабля змушує натовп убивати одні одних, продовжуючи ритаульні вбивства. Об'єкт поглинає енергію з Лондона і формує над містом образ марсіанина, що має продовжити колонізацію планети. Роні, марсіанська пам'ять якого притуплена, вирушає до будівельного крана аби заземлити істоту, поки її енергія не перетворилася в масу. Кран заземляє істоту, але Роні гине від розряду. Квотермасс із Барбарою лишаються на руїнах у роздумах.

## У ролях
- Ендрю Кір — професор Бернард Квотермасс
- Джеймс Дональд — доктор Мет'ю Роні
- Барбара Шеллі — Барбара Джадд
- Джуліан Гловер — полковник Джеймс Брін
- Данкан Лемонт — Следден
- Брайан Маршалл — капітан Поттер
- Пітер Коплі — Говелл
- Ендрю Річфелд — міністр

## Сприйняття
Критичний прийом був загалом позитивним. Пишучи в The Times, Джон Рассел Тейлор заявив, що початок "показує недоліки акторської гри та режисури", але фільм починає вигравати після знахідки марсіанської ракети викликає справжній захват, коли марсіанин виникає як примара над містом.
Пол Еррол з Evening Standard описав фільм як «добре знятий, але багатослівний згусток небилиць». Таку ж точку зору повторив Вільям Голл з The Evening News, який описав фільм як «розважальну небилицю» із «творчим кінцем».